# Klugeflustra jonesii
Klugeflustra jonesii är en mossdjursart som beskrevs av Florence, Hayward och Gibbons 2007. Klugeflustra jonesii ingår i släktet Klugeflustra, ordningen Cheilostomatida, klassen Gymnolaemata, fylumet mossdjur och riket djur. Inga underarter finns listade i Catalogue of Life.